# Brużyca Wielka (gromada)
Brużyca Wielka (alt. Brużyca-Wielka) – dawna gromada, czyli najmniejsza jednostka podziału terytorialnego Polskiej Rzeczypospolitej Ludowej w latach 1954–1972.
Gromady, z gromadzkimi radami narodowymi (GRN) jako organami władzy najniższego stopnia na wsi, funkcjonowały od reformy reorganizującej administrację wiejską przeprowadzonej jesienią 1954 do momentu ich zniesienia z dniem 1 stycznia 1973, tym samym wypierając organizację gminną w latach 1954–1972.
Gromadę Brużyca Wielka siedzibą GRN w Brużycy Wielkiej tworzono – jako jedną z 8759 gromad na obszarze Polski – w powiecie łódzkim w woj. łódzkim, na mocy uchwały nr 34/54 WRN w Łodzi z dnia 4 października 1954. W skład jednostki weszły obszary dotychczasowych gromad Aniołów (z Krogulcem), Brużyca, Brużyca Wielka, Brużyczka Mała, Jastrzębie Górne, Sokołów, Zimna Woda, Franin (z wyłączeniem wsi Zwierzyniec A) i Szatonia (z wyłączeniem wsi Zwierzyniec B) oraz wieś Stara Wieś Piaskowice i zachodnia (od granic gruntów Starej Wsi Piaskowice) część kolonii Piaskowice z dotychczasowej gromady Piaskowice ze zniesionej gminy Brużyca Wielka w tymże powiecie. Dla gromady ustalono 16 członków gromadzkiej rady narodowej.
14 listopada 1957 do gromady Brużyca Wielka przyłączono część wsi Jedlicze A o powierzchni 51,08 ha (stanowiącą oddzielną kolonię, położoną przy wsi Jastrzębie Górne) z gromady Grotniki w tymże powiecie.
1 stycznia 1958 do gromady Brużyca Wielka przyłączono obszar zniesionej gromady Ruda-Bugaj.
1 stycznia 1959 z gromady Brużyca Wielka wyłączono osadę Huta Aniołów o powierzchni 2,2860 ha, włączając ją do miasta Łodzi.
1 stycznia 1970 do gromady Brużyca Wielka z miasta Aleksandrów Łódzki przyłączono obszar lasów o powierzchni 133 ha, położony w zachodniej części miasta.
Gromada przetrwała do końca 1972 roku, czyli do kolejnej reformy gminnej.